# كريس كيبل
كريس كيبل (بالإنجليزية: Chris Keeble)‏ هو لاعب كرة قدم بريطاني في مركز الوسط، ولد في 17 سبتمبر 1978 في كولشيستر في المملكة المتحدة. لعب مع إيبسويتش تاون وكولتشستر يونايتد وهيبريدج سويفتس.